# Man Made a Bar
«Man Made a Bar» — песня американского кантри-певца Моргана Уоллена с участием певца Эрика Чёрча. Она была выпущена 13 ноября 2023 года на кантри-радио в качестве седьмого сингла третьего студийного альбома Уоллена One Thing at a Time. Авторами песни стали Роки Блок, Джордан Доцци, Ларри Флит и Бретт Тайлер, а продюсером — Джоуи Мои. Песня заняла первое место в кантри-чартах Канады и США и получила платиновую сертификацию Американской ассоциации звукозаписывающих компаний (RIAA).

## История
Уоллена никогда не уклонялся от сотрудничества с другими артистами. Альбом One Thing at a Time не является исключением, поскольку Эрик Черч, HARDY и ERNEST предоставили свои голоса на отдельных треках. Песня «Man Made a Bar» записана совместно с Чёрчем и она тематически и структурно похожа на «Only Thing That’s Gone» группы Dangerous, в которой также было сотрудничество с Крисом Стэплтоном. Это кантри-песня, в которой Уоллен разговаривает с барменом о своих сердечных страданиях, рассказывая о том, что Бог создал мужчин и женщин, а бары появились потому, что мужчинам нужно было куда-то пойти после того, как им разбили сердце. Если вам нужно что-то послушать, когда вам плохо, то Уоллен сделал себе имя на том, что его песни вас успокаивают, и это первая песня на One Thing at A Time, которая «дает вам это знакомое утешение».

## Концертные исполнения
Уоллен и Черч исполнили песню «Man Made a Bar» вживую на 57-й ежегодной церемонии вручения наград Ассоциации кантри-музыки Country Music Association Awards в ноябре 2023 года.

## Коммерческий успех
Песня «Man Made a Bar» дебютировала на 15-м месте в американском хит-параде Billboard Hot 100 в чарте от 18 марта 2023 года сразу после выхода альбома One Thing at a Time вместе с другими его композициями.
В итоге песня заняла первое место в кантри-чартах Канады и США и получила платиновую сертификацию Американской ассоциации звукозаписывающих компаний (RIAA).

## Чарты
| Чарт (2023–2024)                     | Высшая позиция |
| ------------------------------------ | -------------- |
| Австралия Country Hot 50 (The Music) | 13             |
| Канада (Billboard Canadian Hot 100)  | 20             |
| Канада (Billboard Country)           | 1              |
| Мир (Billboard Global 200)           | 37             |
| Новая Зеландия (RMNZ)                | 8              |
| США (Billboard Hot 100)              | 15             |
| США (Billboard Country Airplay)      | 1              |
| США (Billboard Hot Country Songs)    | 3              |

| Чарт (2023)                       | Позиция |
| --------------------------------- | ------- |
| США Hot Country Songs (Billboard) | 39      |

## Сертификации
| Регион                                                                      | Сертификация | Продажи   |
| --------------------------------------------------------------------------- | ------------ | --------- |
| США (RIAA)                                                                  | Платиновый   | 1 000 000 |
| Данные о продажах + прослушиваниях приведены только на основе сертификации. |              |           |